# Енцефалит
Енцефалитът е възпаление на веществото на главния мозък. Причинители са обикновено вируси, включително и тези на детските шарки. Заболяват предимно малките деца, но вирусите не подминават и възрастните. Когато възпалителният процес не се ограничи в менингите, а засегне и мозъчното вещество, се развива менингоенцефалит. Ако възпалителният процес започне направо с ангажирането на мозъчната тъкан, настъпва енцефалит, тоест възпаление на мозъчната тъкан.
Болестната картина при всички енцефалити се развива бурно, с повишена телесна температура и ранни признаци на увреждане на мозъчната тъкан, което се изразява с два вида явления:
- Явления на възбуда – проявяват се генерализирани (общи) или огнищни (местни) гърчове, с пристъпи на потрепвания в едната или другата половина на тялото;
- Явления на отпадане – изразяват се в пареза или парализа на едната половина на тялото, нерядко само на едната ръка или единия крак. В острия период съзнанието може да бъде променено, да се явят бълнувания, халюцинации, илюзии или обратно, болният да изпадне в сънливост и кома.

## Симптоми
Енцефалитът у възрастните пациенти обикновено настъпва със силна температура, главоболие, световъртеж, понякога и припадъци. При децата и юношите се наблюдава раздразнение, намален апетит и температура. Неврологичните изследвания обикновено говорят за сънлив или объркан пациент. Схващането във врата, поради възпаление на мозъчните обвивки, обикновено е признак за менингит или менингоенцефалит.

## Причини

### Вирусни
Вирусният енцефалит може да възникне или като пряка последица от остра инфекция, или като усложнение на латентна инфекция. Повечето вирусни случаи на енцефалит са с неизвестен причинител, но най-често идентифицираната причина за вирусен енцефалит е Herpes simplex. Други причинители на остър вирусен енцефалит са: вирусът на бяса, вирусът на морбили и полиовирусът.
Други възможни вирусни причинители са арбовирусите (енцефалит Сейнт Луис, западнонилски вирус), аренавирусите (лимфоцитен хориоменингит), реовирусите и хенипавирусите.

### Бактериални и други
Заболяването може да бъде причинено и от бактериална инфекция, като бактериален менингит, а може и бъде усложнение на текуща инфекциозна болест като сифилис (вторичен енцефалит).
Някои паразитни протозои като токсоплазмоза, малария или първичен амебен менингоенцефалит също могат да причинят енцефалит у хора с отслабнала имунна система. Други бактериални патогени като микоплазмата и тези, причиняващи рикетсиални инфекции, могат да предизвикват възпаление на мозъчните обвивки и впоследствие енцефалит.

### Автоимунен енцефалит
Автоимунният енцефалит може да включва кататония, психоза и необичайни движения. Анти-NMDA-рецептореният енцефалит и енцефалитът на Расмусен са примери за автоимунен енцефалит, от които първият е най-често срещаната автоимунна форма, придружавана от тератома на яйчниците в 58% от засегнатите жени на възраст от 18 до 45 години.

### Летаргичен енцефалит
Летаргиченият енцефалит се характеризира с висока температура, главоболие, забавени физически реакции и летаргия. Пациентът може докладва отслабналост в горната част на тялото, болки в мускулите и треперене. Точната причина за този вид енцефалит все още не е изяснена. В периода 1917 – 1928 г. има световна епидемия на летаргичен енцефалит.

## Диагноза
Диагнозата се поставя при индивиди с понижено ниво на съзнанието, летаргия или промяна в настроението в продължение на поне 24 часа без друго логично обяснение.. Диагностицирането на енцефалита се прави с различни тестове:
- Магнитно-резонансна томография;
- Електроенцефалография;
- Лумбална пункция;
- Кръвен тест;
- Анализ на урината;
- Полимеразна верижна реакция за тестване на гръбначно-мозъчната течност за наличие на вирусна ДНК.[16]

## Лечение и прогноза
Провежда се болнично лечение чрез поддържащи грижи: с антивирусни препарати, ако причинителят е вирус, или с антибиотици, ако причинителят е бактерия. Възможно е пълно оздравяване, но често остават трайни последици. Сред лошите прогностични фактори са: оток на мозъка, епилепсия и тромбоцитопения. Обикновената електроенцефалография в ранния етап на диагнозата често се свързва с висок шанс за оцеляване.